# Bivol

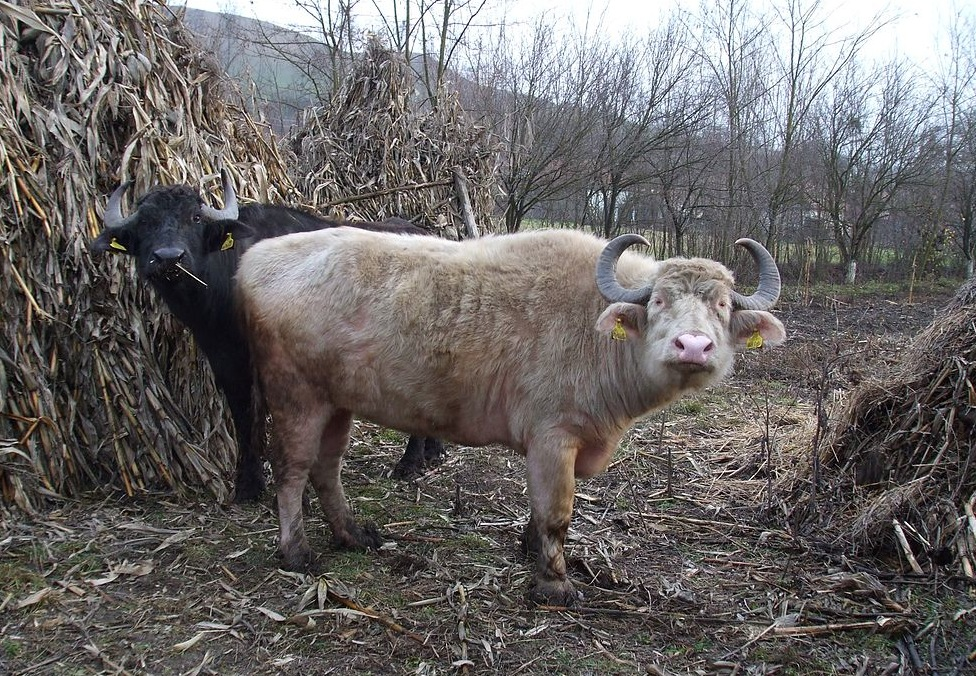
Bivol Alb la Aruncuta, Cluj

Bivolul (Bubalus bubalis) este o specie de bovide originare din Asia de Sud, Asia de Sud-Est și China. În prezent mai poate fi întâlnită și în unele țări din Europa, Australia și America. Este o vită cornută, rumegătoare, asemănătoare cu boul, cu păr negru sau alb, aspru și rar, cu coarnele inelate întoarse spre spate, de regulă cu blana neagră.

## Date generale
În Transilvania, bivolițele se numesc drigane. Deși driganele dau un lapte gras, foarte bun, oamenii nu mai vor să le țină. Probabil pentru că, după o fătare, bivolița nu poate fi mulsă la fel de multe luni ca o vacă. În plus, o bivoliță ajunge la patru ani la maturitate, nu la doi, precum junica.
| India    | 56.960.000 | Neoficial, semioficial |
| Pakistan | 21.500.000 | Date oficiale          |
| China    | 2.900.000  | Estimare FAO           |
| Egipt    | 2.300.000  | Estimare FAO           |
| Nepal    | 930.000    | Estimare FAO           |
| Iran     | 241.500    | Estimare FAO           |
| Myanmar  | 205.000    | Estimare FAO           |
| Italia   | 200.000    | Estimare FAO           |
| Turcia   | 35.100     | Estimare FAO           |
| Vietnam  | 31.000     | Estimare FAO           |
| Global   | 85 396 902 |                        |